# Oblężenie Bonn (1689)
Oblężenie Bonn – oblężenie, które miało miejsce w 1689 r. podczas wojny palatynackiej.
Twierdza została oblężona przez armię elektora Brandenburgii Fryderyka III. Brał on zły przykład ze swoich nieprzyjaciół i zaczął bombardować miasto, co było obok bezproduktywnego marnowania amunicji barbarzyńskim znęcaniem się nad ludnością cywilną. W tym czasie ostrzeliwując mury twierdzy dawno dokonał by wyłomu i zakończył zwycięsko oblężenie. Gdy we wrześniu 1689 r. padła Moguncja do Bonn podeszła armia sprzymierzonych  (cesarsko-bawarska) pod wodzą Karola Lotaryńskiego i elektora bawarskiego Maksymiliana II Emanuela. Skończyło się bombardowanie miasta, a zamiast tego rozpoczęły się poważne roboty oblężnicze. Garnizon francuski skapitulował ostatecznie 12 października 1689 r. Z 6 000 żołnierzy pozostało tylko 850. Książę Lotaryński, nie tak krwiożerczy jak elektor brandenburski, odprowadził pozostałych przy życiu żołnierzy francuskich do Thionville.